# Šíd
Šíd (węg. Gömörsid) – wieś i gmina (obec) w powiecie Lučenec w kraju bańskobystrzyckim na Słowacji. Leży w północno-zachodniej części Cerovej vrchoviny (części Czerhatu), 21 km na południowy wschód od Łuczeńca.

## Ludność
Na dzień 31.12.2016 wieś zamieszkiwały 1292 osoby, w tym 645 mężczyzn i 647 kobiet.
W 2001 roku rozkład populacji względem narodowości i przynależności etnicznej wyglądał następująco:
- Słowacy – 9,21%
- Romowie – 17,38%
- Węgrzy – 72,03%

## Historia
Wieś powstała w ok. XI-XII wieku, ale pierwsze pisemne wzmianki pochodzą z roku 1365. Nazwa na przestrzeni wieków zmieniała się: Syd (1427), Sed (1773), Sid (1808), węgierskie nazwy to Sid, Gömörsid. Obecna nazwa Šíd obowiązuje od 1920. Pochodzi od starowęgierskiego słowa oznaczającego potok lub rzeczkę. W 1427 wieś należała do majątku Juraja Ilsvayego, potem właścicielem był ród Ratoldoy, w XVI w. Bebekowie, w XVII w. F. Wesselényi, w XVIII w. ród Koháry i inni ziemianie. Podczas wojen w XVII i XVIII w. liczba ludności we wsi spadła. W 1828 mieszkało tu 461 osób w 51 domach. Zajmowali się rolnictwem i uprawą winorośli. W latach 1938–1944 wieś została przyłączona do Węgier.

## Zabytki i inne obiekty
We wsi Šíd znajduje się kościół katolicki pw. Panny Marii z 1897 oraz klasycystyczny dwór z 1880 – obecnie budynek Urzędu Gminy. W 1972 wybudowano tu dom kultury, od 2002 mieści się w nim dom dziecka.
Na terenie wsi wypływa źródło mineralne. Z Šídu wychodzi zielony szlak turystyczny prowadzący na przełęcz Veľký Bučeň, gdzie łączy się ze szlakiem czerwonym wiodącym na szczyt Veľký Bučeň (514 m n.p.m.).